# Katshing
Katshing var en svensk webbåterförsäljare av telekomprodukter, grundad år 2003 av Anders Pihl och Björn Pihl i Halmstad. Kundtjänst samt administration fanns i Göteborg. Företagets inköpsavdelning samt IT-avdelning var belägen i Göteborg. År 2008 år omsatte Katshing 120 miljoner kronor. År 2009 var omsättningen i företaget 90 miljoner kronor. I augusti 2016 försattes företaget i konkurs.
Varumärket katshing (nu med gement k) återlanserades av bolaget katshing Mobile AB i april 2020 som en virtuell mobiloperatör i Tele2:s nät med inriktning på fri surf.